# Конрад VI фон Франкенщайн
Конрад VI фон и цу Франкенщайн (на немски: Conrad VI v.u.zu Frankenstein; * пр. 1470; † сл. 1504) е господар на Франкенщайн в Оденвалд.

## Произход
Той е син на Конрад V фон Франкенщайн († сл. 1469), бургграф на Щаркенбург, и съпругата му Елизабет фон Хиршхорн († 1475). Брат е на Маргарета фон и цу Франкенщайн († 1483), омъжена за Дитер V фон Хандшухсхайм († 1487).
Дядо е на Рудолф фон Франкенщайн († 21 април 1560), княз-епископ на Шпайер (1552 – 1560).

## Фамилия
Конрад VI фон и цу Франкенщайн се жени за Аполония фон Кронберг († 27 декември 1503). Те имат три деца:
- Йохан IV фон Франкенщайн (* пр. 1509; † септември 1558), женен за Ирмел фон Клеен († 6 ноември 1533), родители на Рудолф фон Франкенщайн († 21 април 1560), княз-епископ на Шпайер (1552 – 1560).
- Аполония фон Франкенщайн (* пр. 1534; † сл. 1553)
- Анна фон Франкенщайн († сл. 1538)